# Học thuyết Dahiya
Học thuyết Dahiya hay Học thuyết Dahya, là một chiến lược quân sự của chiến tranh phi đối xứng, vạch ra bởi cựu Tổng Tham mưu trưởng Lực lượng Quốc phòng Israel (IDF) Gadi Eizenkot, với nội dung trọng tâm phá hủy cơ sở hạ tầng dân sự của chế độ bị coi là thù địch, như một biện pháp được tính toán để ngăn chặn các chiến binh sử dụng cơ sở hạ tầng đó và minh chứng khả năng loại bỏ "các lực lượng phi cân xứng" thù địch.
Học thuyết được đặt theo tên của khu phố Dahieh ở Beirut, nơi Hezbollah đặt trụ sở trong Chiến tranh Lebanon 2006, và đã bị IDF phá hủy nặng nề.

## Lịch sử

### Chiến tranh Lebanon 2006
Thông báo công khai đầu tiên về học thuyết này được đưa ra bởi tướng Gadi Eizenkot, chỉ huy mặt trận phía bắc của IDF vào tháng 10 năm 2008. Ông nói rằng những gì đã xảy ra ở Dahya (cũng được phiên âm là khu phố Dahiyeh và Dahieh) của Beirut vào năm 2006, "sẽ xảy ra ở mọi ngôi làng mà từ đó các phát súng được bắn nhằm vào Israel. Chúng tôi sẽ sử dụng lực lượng phi cân xứng chống lại [chúng] và gây ra thiệt hại hoặc sự hủy diệt to lớn. Từ quan điểm của chúng tôi, đó là những căn cứ quân sự. [...] Đây không phải là một gợi ý. Mà đây là một kế hoạch đã được ủy quyền. [...] Gây hại cho dân chúng là biện pháp duy nhất để kiềm chế Nasrallah."
Theo nhà phân tích Gabi Siboni tại Viện nghiên cứu an ninh quốc gia Israel:
"Với sự bùng nổ của chiến sự [với Hezbollah], IDF cần phải hành động ngay lập tức, dứt khoát bằng sức mạnh với các hành động của kẻ thù và mối đe dọa của chúng. Một phản ứng như thế nhằm gây ra thiệt hại và trừng phạt với mức sẽ đòi hỏi các quá trình tái thiết lâu dài và tốn kém. Thử nghiệm của Israel sẽ là phản ứng mạnh mẽ và quyết liệt đối với các sự cố ở biên giới Liban hoặc các cuộc tấn công khủng bố liên quan đến Hezbollah ở phía bắc hoặc liên quan đến Hamas ở phía nam. Israel một lần nữa sẽ không giới hạn phản ứng của mình đối với các hành động có mức độ nghiêm trọng dường như tương đương với việc cô lập đất nước (của họ). Chiến lược sẽ trả lời một cách không khoan nhượng để cho thấy rõ rằng Nhà nước Israel sẽ không chấp nhận bất kỳ nỗ lực nào nhằm phá vỡ sự bình yên vốn có dọc theo biên giới của nó."
Lưu ý rằng Dahya là khu phố Hồi giáo Shia ở Beirut đã bị Không quân Israel san bằng trong Chiến tranh Lebanon 2006, nhà báo Israel Yaron London đã viết vào năm 2008 rằng học thuyết "sẽ trở thành trụ cột trong phản ứng an ninh của chúng tôi."
Naftali Bennett đã nói với Haaretz trong một cuộc phỏng vấn vào tháng 3 năm 2017: "Các tổ chức, cơ sở hạ tầng, sân bay, nhà máy điện, nút giao thông, căn cứ không quân của Liban - tất cả chúng nên là mục tiêu hợp pháp nếu chiến tranh nổ ra. Nên nói thẳng với họ và thế giới lúc này. Nếu Hezbollah bắn tên lửa vào Israel, điều này sẽ có nghĩa là Liban sẽ được gửi trở lại thời Trung cổ". Ông tuyên bố rằng chiến lược này sẽ tăng tốc độ can thiệp quốc tế và rút ngắn chiến dịch.

### Chiến tranh Gaza
Một số nhà phân tích đã lập luận rằng Israel đã thực hiện một chiến lược như vậy trong Chiến tranh Gaza năm 2008, Báo cáo của Goldstone kết luận rằng chiến lược của Israel "được thiết kế để trừng phạt, làm nhục và khủng bố người dân".
Một đường dây liên lạc của đại sứ quán Mỹ bị rò rỉ từ tháng 10 năm 2008, hai tháng trước Chiến tranh Gaza, báo cáo rằng Tướng Gadi Eizenkot trong cuộc phỏng vấn đầu tiên sau bốn năm, đã thảo luận về các khu vực phía bắc, trung và nam của Israel và "dán nhãn bất kỳ phản ứng nào của Israel để nối lại xung đột bằng "học thuyết Dahya" giống sự kiện khu phố Dahya bị san bằng ở Beirut trong Chiến tranh Lebanon năm 2006. Ông nói rằng Israel sẽ sử dụng biện pháp phi đối xứng đối với bất kỳ ngôi làng nào dám bắn vào Israel." Năm 2009, Sứ mệnh Tìm kiếm Sự thật của Liên Hợp Quốc về Xung đột Gaza đưa ra một số tài liệu tham khảo về học thuyết Dahya, gọi đó là một khái niệm đòi hỏi phải áp dụng "phá hủy trên diện rộng như một biện pháp răn đe" và liên quan đến "việc áp dụng lực lượng phi đối xứng để gây ra thiệt hại lớn và phá hủy tài sản dân sự và cơ sở hạ tầng, và gây đau khổ cho dân thường." Nhiệm vụ Tìm kiếm Sự thật đã nộp Báo cáo kết luận rằng học thuyết đã được đưa vào thực tế trong cuộc xung đột. Tuy nhiên, vào ngày 1 tháng 4 năm 2011, một trong những tác giả chính của Phái đoàn Tìm kiếm Sự thật của Liên Hợp Quốc, thẩm phán Richard Goldstone tuyên bố rằng một số kết luận của ông có thể khác đi nếu chính phủ Israel hợp tác với nhóm của ông trong quá trình điều tra. Đoàn đã được một số người giải thích rút lại báo cáo và kết luận của nó. Yêu cầu rút lại đã bị từ chối bởi ba đồng tác giả của ông.
Học thuyết được xác định trong một báo cáo năm 2009 của Ủy ban công cộng chống tra tấn ở Israel như sau: "Cách tiếp cận quân sự thể hiện trong Học thuyết Dahiye liên quan đến cuộc chiến phi đối xứng chống lại kẻ thù không phải là quân đội chính quy và trà trộn vào dân thường; là cách để tránh một cuộc chiến tranh du kích kéo dài. Theo cách tiếp cận này, Israel phải sử dụng lực lượng cực lớn không tương xứng với tầm quan trọng của hành động của kẻ thù." Báo cáo lập luận rằng học thuyết đã được thực hiện đầy đủ trong Chiến dịch Cast Lead.

## Phê bình
Richard Falk đã phê bình học thuyết, "cơ sở hạ tầng dân sự của những kẻ thù như Hamas hay Hezbollah được coi là mục tiêu quân sự cho phép, không chỉ vi phạm các quy tắc cơ bản nhất của luật chiến tranh và đạo đức phổ quát, mà còn sa vào một học thuyết về bạo lực cần được gọi bằng tên riêng của nó: khủng bố nhà nước."